# Théophile Alajouanine
Théophile Alajouanine (ur. 12 czerwca 1890 w Verneix-Allier, zm. 2 maja 1980 w Paryżu) – francuski lekarz neurolog.
Théophile Alajouanine był uczniem Josepha Jules'a Déjerine'a, współpracował z Georges'em Guillainem i Charles'em Foixem. Zajmował się licznymi zagadnieniami, ale szczególnym zainteresowaniem darzył afazję.
Jego nazwisko jest upamiętnione w eponimach choroby Mariego-Foixa-Alajouanine i choroby Foixa-Alajouanine.

## Wybrane prace
- P. Marie, C. Foix, T. Alajouanine: De l’atrophie cérébelleuse tardive à prédominance corticale. Revue neurologique 38: 849-885, 1082-1111 (1922)
- C. Foix, T. Alajouanine: La myélite nécrotique subaiguë (Myélite centrale angiohypertrophique à évolution progressive). Paraplégie amyotrophique lentement ascendante d'abord spasmodique, puis flasque. Revue neurologique 2: 1-42 (1926)